# Village ibéro-romain de San José
Le village ibéro-romain de San José est un site archéologique situé dans la commune de La Vall d'Uixó (comarque de Plana Baixa), dans la province de Castellón en Espagne,. 
Les vestiges de cet établissement humain fortifié date le l'âge du bronze, bien qu'elle ait été abandonnée jusqu'aux IVe et Ve siècles av. J.-C.. IL a été déclaré, depuis 1999, comme Bien d'intérêt culturel.

## Description
Les vestiges (constitués d'une partie considérable de l'acropole, de la muraille, de deux tours carrées, de rues, d'escaliers et de vestiges d'habitations) permettent de considérer que la ville possédait des murs (en maçonnerie, utilisant des pierres irrégulières et serrées de petites dimensions), des tours quadrangulaires (il reste encore des vestiges de deux d'entre elles) et des habitations.
La Mairie de Vall Uxó a réalisé une série de travaux pour la récupération du site ibérique de San José. 

## Galerie

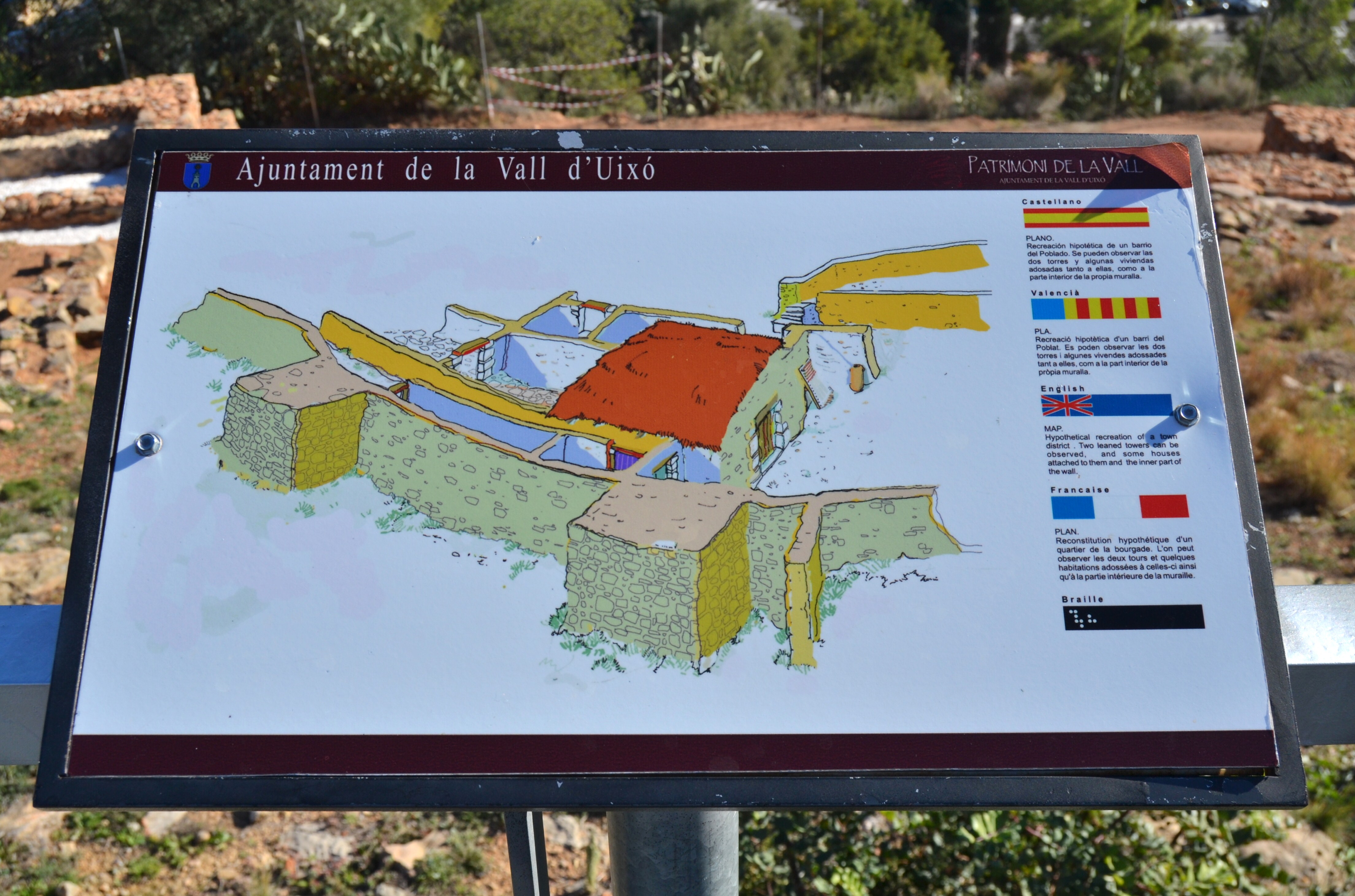
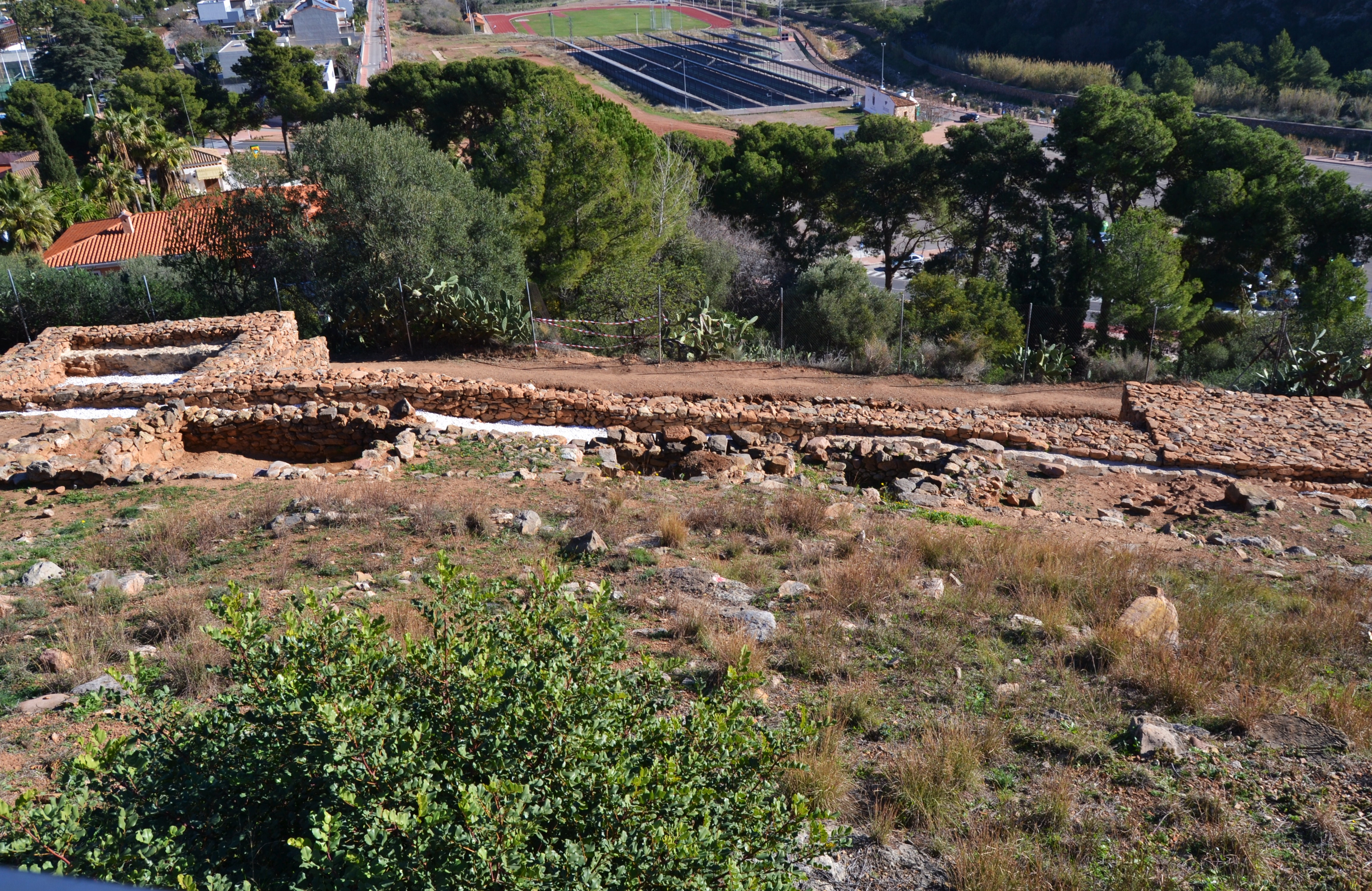